# Volksbühne
La Volksbühne Berlín (avui dia reanomenada Volksbühne am Rosa-Luxemburg-Platz, Volksbühne a la plaça Rosa-Luxemburg) és un teatre de Berlín. El nom "Volksbühne" està compost de "Volk" (poble) i "Bühne" (escenari, teatre), i significa literalment "teatre del poble".
La Volksbühne Berlin es va crear el 1890 a partir de l'assemblea general de l'associació politicocultural Freie Volksbühne, sorgida de les classes populars alemanyes i creada amb l'objectiu de facilitar l'accés a l'educació i la cultura a les classes desafavorides. El 1892 l'associació va sufrir una divisió interna de la qual va sorgir la Neue Freie Volksbühne, que gràcies al seu creixement va aconseguir disposar de fons suficients com per construir-se un edifici propi el 1902.
El teatre actual està ubicat a la Plaça Rosa-Luxemburg, al barri berlinés de Mitte (centre). L'edifici va ser finalitzat abans de la Primera guerra mundial i va ser la seu de les associacions Freie Volksbühne i Neue Freie Volksbühne (reunificades posteriorment a l'escissió) fins al 17 de maig de 1933.
A partir de 1947 l'edifici va passar a portar el nom de solament Volksbühne i la gestió va anar a càrrec de la FDGB (Freier Deutscher Gewerkschaftsbund, Federació alemanya de sindicats lliures), el sindicat de la República Democràtica Alemanya.
Després de la caiguda del mur el 1989, la direcció del teatre va passar a mans del dramaturg Frank Castorf.